# Franco D'Aniello
Franco D'Aniello ( né le 31 décembre 1962 ) est un musicien et flûtiste italien .
Dans sa jeunesse, il a joué dans l'Abbazia dei Folli avec Luciano Gaetani et Marco Michelini . Avec Gaetani, Alberto Cottica, Alberto Morselli et Giovanni Rubbiani en 1991 , il fonde les Modena City Ramblers , dont il reste l'un des membres historiques. Au départ, il joue du sifflet et de la flûte traversière , à partir du disque Radio Rebelde , il commence également à jouer le trompette , dans le disque Bella ciao - Italian Combat Folk for the Masses , pour le marché étranger, il joue également du saxophone .
En 2001 , il a joué un petit rôle en tant que musicien irlandais dans Gangs of New York de Martin Scorsese et a joué dans des chansons irlandaises traditionnelles The White Cockade et Belle of the Mohawk Vale sur la bande originale.
Aux élections locales des 6 et 7 juin 2009 , il se présente pour la commune de Modène sur les listes PDCI , mais n'est pas élu.
En décembre 2019, il joue en tant qu'invité avec Jethro Tull dans un concert de Noël à Parme.